# Arja Samadź
Arja Samadź — ruch reformatorski, który powstał w ramach hinduizmu.

## Charakterystyka
Organizacja powstała w 1875. Jej założycielem był Dajananda Saraswati. Głoszono potrzebę reform społecznych oraz oświatowych. Fundamentem dla zmian miały być Wedy. Niektórzy z aktywistów włączyli się w życie polityczne, m.in. Lala Lajpat Rai, który prowadził działalność wymierzoną w rządy brytyjskie w Pendżabie. Aktywność reformatorów powodowała wzrost niepokojów w relacjach hinduistów z sikhami oraz muzułmanami.